# Fins New British Cemetery
Fins New British Cemetery is een Britse militaire begraafplaats met gesneuvelden uit de Eerste Wereldoorlog, gelegen in de Franse gemeente Sorel in het departement Somme. De begraafplaats ligt  net binnen de gemeentegrens aan de Chaussée Brunehaut op 560 m ten zuidoosten van het centrum van Fins (gemeentehuis) en bijna 1 km ten noorden van het centrum van Sorel. Ze werd ontworpen door Herbert Baker en heeft trapeziumvormig grondplan met een oppervlakte van ruim 4.568 m². De begraafplaats wordt aan drie zijden begrensd door een bakstenen muur, afgedekt met witte natuurstenen. Aan de open straatzijde staat een rechthoekig toegangsgebouw met een doorgang waarin twee ronde zuilen en metalen hekjes de toegang afsluiten. Het Cross of Sacrifice staat achteraan centraal tegen de zuidelijke muur en de Stone of Remembrance staat centraal tegen de oostelijke muur.
Er worden 1.561 doden herdacht waaronder 297 niet geïdentificeerde.
De begraafplaats wordt onderhouden door de Commonwealth War Graves Commission.

## Geschiedenis
De gemeenten Fins en Sorel waren sedert begin april 1917 in Britse handen nadat de Duitse troepen zich hadden teruggetrokken tot de Hindenburglinie. Na een hevige strijd en koppige verdediging moesten de 6th King's Own Scottish Borderers en een Zuid-Afrikaanse brigade op 23 maart 1918 de dorpen uit handen geven maar de daaropvolgende september werden ze heroverd.
De eerste Britse gesneuvelden werden begraven op het kerkhof van Fins en de uitbreiding (extension) ervan. De Fins New British Cemetery werd in de lente van 1917 aangelegd nadat de Duitsers zich hadden terugtrokken en men het slagveld kon ontruimen waarna de eerste gesneuvelden in juli dat jaar konden worden bijgezet.
De begraafplaats werd tot maart 1918 gebruikt door gevechtseenheden en veldhospitalen, toen ze 590 graven in plots I tot IV omvatte. Daarna werd ze gebruikt door de Duitsers, die er 255 graven, waaronder 26 Britten, in percelen IV, V en VI hebben toegevoegd. In september en oktober 1918 werden er door verschillende Britse divisies 73 soldaten begraven. Na de wapenstilstand werden nog doden toegevoegd vanuit de omliggende slagvelden en van enkele kleine begraafplaatsen, zoals: Equancour Churchyard (3 graven), Fins Churchyard  en de Extension (132 graven) en Sorel-le-Grand German Cemetery (17 graven).
Onder de geïdentificeerde doden zijn er 987 Britten, 87 Zuid-Afrikanen, 5 Canadezen, 3 Nieuw-Zeelanders en 187 Duitsers. Voor 9 Britten werden Special Memorials opgericht omdat hun graven niet meer gelokaliseerd konden worden en men neemt aan dat ze onder naamloze grafzerken liggen. Een ander slachtoffer wordt eveneens met een Special Memorial herdacht omdat hij oorspronkelijk in Fins Churchyard Extension begraven was maar zijn graf werd er bij de ontruiming niet meer teruggevonden. Er zijn nog 9 als groep geïdentificeerde doden met op hun grafzerk de vermelding Buried near this spot omdat men niet precies weet wie er onder begraven ligt.

## Graven

### Onderscheiden militairen
- George Strangways Linton, luitenant-kolonel bij het Worcestershire Regiment werd onderscheiden met de Distinguished Service Order en het Military Cross (DSO, MC).
- P. Balfour, luitenant-kolonel bij het Bedfordshire Regiment; John Grey Archdale-Porter, majoor bij de 9th (Queen's Royal) Lancers en H.C.St.J. Thompson, kapitein bij de Goldstream Guards werden onderscheiden met de Distinguished Service Order (DSO).
- Bernard Lewis Strauss, majoor bij de The Buffs (East Kent Regiment); S.C. Dawe, kapitein bij het Lincolnshire Regiment; Arthur Jewell North, kapitein bij de Northumberland Fusiliers; P.R. Stapleton, luitenant bij de South African Infantry en Philip Anthony Assheton Harbord, luitenant bij de Grenadier Guards werden onderscheiden met het Military Cross (MC).
- F. Moore, regiment sergeant-majoor bij het  Lincolnshire Regiment ; Elisha Lockley, compagnie sergeant-majoor bij de King's Shropshire Light Infantry; John Gray, soldaat bij het Hertfordshire Regiment  en John William Sheard, soldaat bij het Cheshire Regiment werden onderscheiden met de Distinguished Conduct Medal (DCM).
- er zijn nog 20 militairen die onderscheiden werden met de Military Medal (MM) waaronder sergeant A. Hardy en korporaal John Makepeace Robinson tweemaal (MM and Bar).

### Jongste militairen
- de soldaten Reginald Frank Henrie Dolan en James Earle French Fraser, beide van de South African Infantry  en soldaat G. Barton van de Royal Welsh Fusiliers waren 17 jaar toen ze sneuvelden.

### Aliassen
- sergeant Gerard Pol Beardshaw diende onder het alias P. Wynyard bij de Coldstream Guards.
- korporaal P. Hubbard diende onder het alias P. Holland bij de Royal Engineers.
- korporaal Alfonso Blasi diende onder het alias A. Blassy bij het Middlesex Regiment.
- soldaat William Reid Kilpatrick diende onder het alias William Kirkpatrick bij de South African Infantry.

### Gefusilleerde militair
- Harry James Knight, soldaat bij de The Queen's (Royal West Surrey Regiment) werd wegens desertie op 6 oktober 1918 gefusilleerd.[3]